# Carrascal del Obispo
Carrascal del Obispo – gmina w Hiszpanii, w prowincji Salamanka, w Kastylii i León, o powierzchni 40,97 km². W 2011 roku gmina liczyła 241 mieszkańców.